# U-Bahn-Station Kagran
Kagran is een metrostation in het district Donaustadt van de Oostenrijkse hoofdstad Wenen. Het station werd geopend op 3 september 1982 en wordt bediend door lijn U1. De naam van het station en de omliggende buurt is afgeleid van graaf Chagre die in de 12e land bezat in dit gebied.
Het station werd op 3 september 1982 geopend als noordelijke eindpunt van de U1 onder de naam Zentrum Kagran. Destijds lag ten noorden van het station een kruiswissel met keersporen en eindigde de lijn in een loods voor metrostellen. Deze situatie bleef bestaan tot de verlenging van de lijn tot Leopoldau, waarbij ook de loods naar het nieuwe eindpunt werd verplaatst, in 2006 werd geopend.

## Ligging en inrichting
Het station ligt tussen de Donizettiweg en de Prandaugasse en heeft een eilandperron. Aan de buitenzijde van de sporen zijn wanden geplaatst met lamellen zodat er extra bescherming tegen het weer is. Het perron is aan beide uiteinden met roltrappen en vaste trappen verbonden met de respectievelijke toegangen onder het metroviaduct. De westelijke toegang ligt aan de Anton-Sattler-Gasse naast het Donauzentrum, de lift ligt hier tussen de toegang en de Siebeckstraße. De oostelijke toegang ligt op de Dr.-Adolf-Schärf-Platz tussen de bus en tramhaltes, en heeft ook een kaartverkoop van de Wiener Linien. Deze toegang is met een roltrapgroep met drie roltrappen, een vaste trap en een lift verbonden met het perron. De buslijnen die hier stoppen rijden vooral naar de oostelijke wijken in Donaustadt. Lijn 26A naar Essling en verder naar Groß-Enzersdorf, lijn 27A rijdt naar de Hermann-Gebauer-Straße, lijn 93A rijdt naar metrostation Aspernstraße aan de U2 en lijn 94A naar Stadlau. Naast de buslijnen stopt ook tram 25, tussen station Wien Floridsdorf en de Oberdorfstraße in Aspern, bij het station. 
Door de vele overstapmogelijkheden en de ligging naast het stadsdeelkantoor, de Vienna International School en het Donauzentrum, dat met een vloeroppervlak van 225 000 m² het grootste winkelcentrum van Wenen is, een van de drukste stations van de U1. In 1995 werd naast het station de Albert-Schultz Ijssporthal geopend.

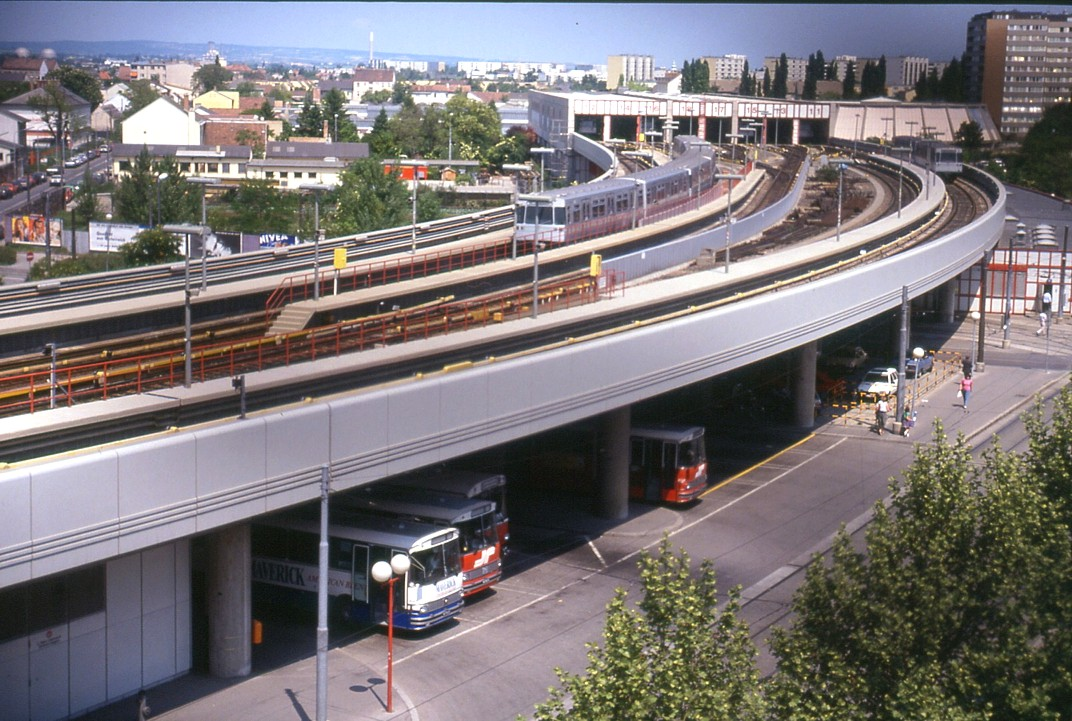
De keersporen en de loods ten noorden van het station.
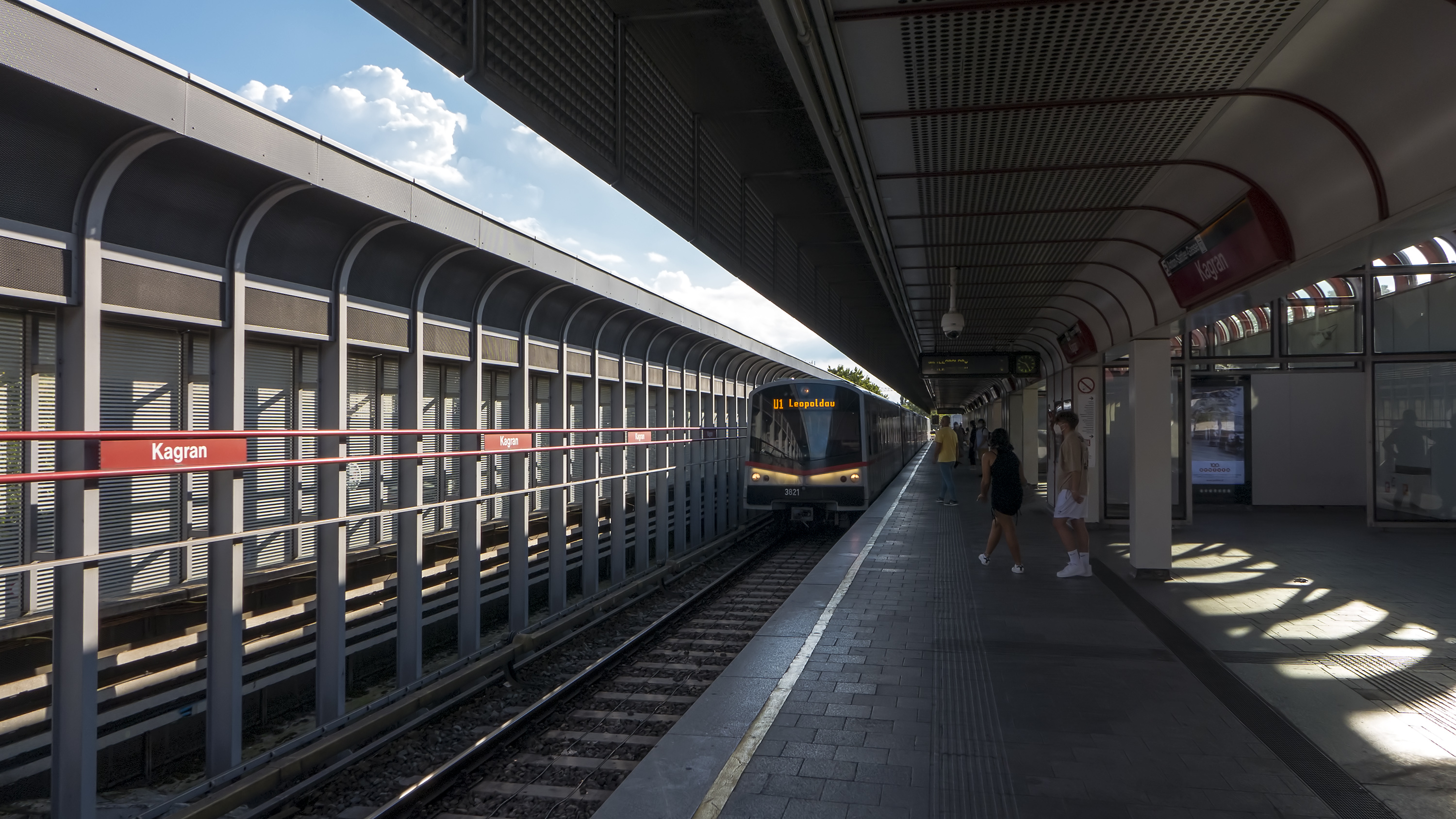
Metrostel type V langs het perron op weg naar het noorden.